# Edward Nathaniel Bancroft
Edward Nathaniel Bancroft, född den 16 maj 1772 i Marylebone, London, död den 18 september 1842 i Kingston på Jamaica, var en brittisk läkare, botaniker och zoolog. Han är främst känd för sina arbeten om gula febern.
Han var son till Edward Bancroft och dennes hustru Penelope. Han studerade vid St. John's College, Cambridge där han tog läkarexamen (bachelor of medicine) 1794. Året därpå utsågs han till läkare inom den brittiska armén och tjänstgjorde i bland annat Karibien, Portugal och Egypten. Han tog därefter en doktorsexamen i medicin vid Cambridge 1804 och flyttade därpå till London där han valdes in som fellow i Royal College of Physicians 1806. Mellan 1808 och 1811 arbetade han som läkare vid St. George’s hospital, men flyttade av hälsoskäl till Jamaica, där han återigen verkade som läkare för armén (och var vid sin död biträdande generalinspektör för armesjukhusen).
Bancroft gifte sig den 6 oktober 1812 med Ursula Hill Hoseason (1788-1830), och tillsammans fick de sju barn.

## Verk
Bancroft är mest känd för sina verk om gula febern
- An Essay on the Disease called Yellow Fever, with observations concerning Febrile Contagion, Typhus Fever, Dysentery, and the Plague. London 1811.
- A Sequel to an Essay on the Yellow Fever, intended to prove by Facts and Documents that the Fever called Bulam, or Pestilential, has no existence as a distinct or a Contagious Disease. London 1817.

Om An Essay on the Disease called Yellow Fever skrev Charles Murchison "Ett verk har aldrig åstadkommit en större omvälvning av den professionella uppfattningen i detta land", varvid han åsyftade att Bancroft hävdade att febersjukdomar som tyfus inte uppstod på grund av trångboddhet utan att smitta överfördes från redan sjuka.
1829 beskrev han fisksläktet Manta ("djävulsrocka").
Auktorsnamnet Bancr. kan användas för Edward Nathaniel Bancroft i samband med ett vetenskapligt namn inom botaniken; se Wikipediaartiklar som länkar till auktorsnamnet.